# Mario Pomar
Mario Pomar (Mario Celestino Corrado; * 1. April 1920 in Buenos Aires; † 21. Mai 1987 ebenda) war ein argentinischer Tangosänger.

## Leben
Corrado debütierte 1938 noch unter seinem wirklichen Namen Mario Corrado mit dem Orchester Federico Scorticatis bei Radio Belgrano. 1939–40 entstanden seine ersten Aufnahmen mit dem Orquesta Típica Victor. Im Jahr 1940 engagierte ihn Miguel Caló als Nachfolger seines Bruders Roberto. Er wechselte dann zu Joaquín Do Reyes und nahm 1943 mit dem Partner Alberto Serna und dem Orchester des Geigers Antonio Rossi mehrere Titel auf.
Gemeinsam mit Enrique Campos schloss er sich 1946 dem Orchester Francisco Rotundos an, mit dem er bei Radio Splendid und der Confitería La Armonía auftrat. Als sich der Sänger Orlando Verri 1947 von dem Bandleader Osmar Maderna trennte, engagierte dieser Corrado, den er aus ihrer gemeinsamen Zeit bei Caló kannte. Der zweite Sänger des Orchesters war Pedro Dátila. Mit Maderna nahm er 1947 den Tango Ausencia auf.
1951 gründete Carlos Di Sarli ein neues Orchester, für das er namhafte Musiker verpflichtete wie die Bandoneonisten Federico Scorticati, Félix Verdi und Ángel Ramos, die Geiger Roberto Guisado, Simón Bajour und Adolfo Pérez und den Kontrabassisten Alfredo Sciarretta. Als Sänger wurden Oscar Serpa, Osvaldo Fresedo und Corrado ausgewählt, der auf Vorschlag von Di Sarli den Künstlernamen Mario Pomar annahm. Mit Serpa und Pomar debütierte das Orchester bei Radio El Mundo.
Mit Di Sarli nahm Pomar bis 1955 mehrere Titel zunächst beim Label Music Hall, später bei RCA-Victor auf. Wegen vertraglicher Probleme löste sich Di Sarlis Orchester 1955 auf. Einige seiner Musiker gründeten 1956 mit Serpa und Pomar die Los Señores del Tango, die bei Radio Belgrano auftraten und bei Music Hall aufnahmen. Als das Interesse am Tango nach 1960 nachließ, löste sich die Formation auf.

## Aufnahmen
- Vuelve otra vez (von María Teresa Lara)
- La mentirosa (Ranchera von José Luis Padula, Text von Lito Bayardo)
- Temo (Walzer von Mario Rafaelli, Text von Atilio Perasso)
- Tabu (Milonga von Tití Rossi und Ricardo Thompson)
- Canyengue (Tango von Salvador Ripu und Julio Medrano)
- Ausencia (von Alberto Castellanos)
- Nido gaucho (von Carlos Di Sarli, Text von Héctor Marcó)
- Se muere de amor (von Pedro Maffia, Text von Cátulo Castillo)
- Tangueando te quiero (von Carlos Di Sarli, Text von Héctor Marcó)
- Tengo un amigo  (von Arturo Gallucci und Julio Camilloni)
- No me pregunten por qué (Tango von Carlos Di Sarli und Reynaldo Pignataro)
- Tormenta (Text von Enrique Santos Discépolo)